# Vladimir Eșeev
Vladimir Eșeev (în rusă Владимир Ешеев; n. 7 mai 1958, Novaia Zarea⁠(d), RSFS Rusă, URSS) este un arcaș ce a reprezentat Uniunea Republicilor Sovietice Socialiste, medaliat olimpic. A participat la 3 ediții ale Jocurilor Olimpice (1980, 1988, 1992) în care a câștigat o medalie de bronz.